# Zootrophion endresianum
Zootrophion endresianum là một loài thực vật có hoa trong họ Lan. Loài này được (Kraenzl.) Luer miêu tả khoa học đầu tiên năm 1982.